# 리나 칸

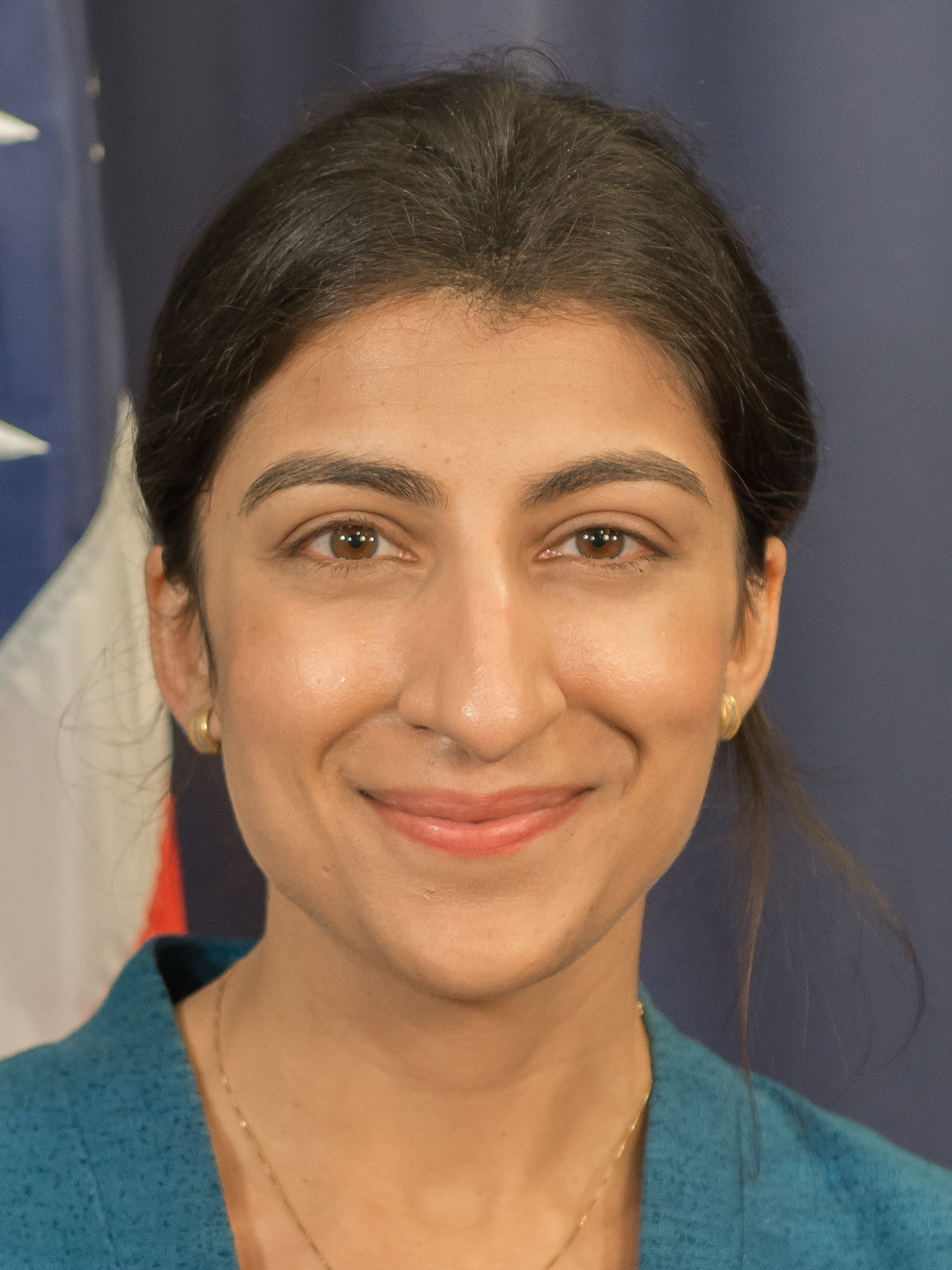

리나 칸(Lina M. Khan, 1989년 3월 3일 ~ )은 미국의 법학자이자 연방거래위원회(FTC) 위원장이다. 예일대학교 로스쿨 재학 중 미국의 독점금지법과 경쟁법 관련 내용을 주로 연구했다.
2010년 미 동부의 최상위권 리버럴 아츠 칼리지인 윌리엄스 칼리지를 졸업하고, 싱크탱크인 뉴아메리카파운데이션에서 일하며 독점금지법에 대한 연구를 시작하였다. 이후 2017년 예일대학교 로스쿨에서 JD(Juris Doctor, 법학전문석사)를 취득한 뒤, 로힛 초프라(Rohit Chopra) 연방거래위원회 위원의 법률고문(legal fellow)을 맡았으며, 2020년에는 컬럼비아 대학교 로스쿨의 부교수가 되었다. 이후 2021년 3월 조 바이든 대통령에 의해 최연소 연방거래위원회 위원장으로 임명되어 2021년 6월부터 위원장으로 근무하고 있다. 바이든 대통령의 지명에 대해 상원에서 부결될 것이 점쳐지기도 했으나, 결과적으로 상원의 표결 결과는 69대 28로 압도적인 찬성표를 얻어 언론의 주목을 받기도 했다. 

윌리엄스 칼리지의 학부 졸업논문은 한나 아렌트에 관한 연구였다고 한다.